# ラージプート
ラージプート（英語：Rajput）は、現在のラージャスターン州に居住する民族であり、クシャトリヤを自称するカースト集団。サンスクリット語のラージャプトラ（王子の意味）からきた言葉で、インド正統的な戦士集団たるクシャトリヤの子孫であることを意味する。

## 起源と伝承
この社会集団の起源は明らかではないが、5〜6世紀頃、中央アジアから繰り返し侵入してきた、イラン系ともテュルク系ともいわれる騎馬遊牧民エフタル（中国名白匈奴）などの外来の諸民族が、在地の旧支配層と融合し、徐々にヒンドゥー教の教義を信奉しつつ、その社会体制に組み込まれたものではないかという説、また、土着の部族のほかに、ハルシャ・ヴァルダナ以降インドに定着したスキタイ系やフン系の民族に由来するとか、北インドを支配した領主層には、クシャトリアの家系だけでなく、バラモンやヴァイシャの家系に属する者がいて、ラージプトラと呼ばれて、全てクシャトリヤの地位を与えられるようになった、など諸説ある。
しかし、当のラージプート自身は、プラーナ文献、例えば『マハーバーラタ』に述べられている伝承上の太陽や月の家系にたどったり、プラティーハーラ朝、パラマーラ朝、チャウハーン朝のように、賢者ヴァシシュタがグジャラート州内にあるアーブー山で守ってきたという「犠牲の火」に先祖をたどっているものもある。こうした伝承は、スータ (sūta) と呼ばれる一種の吟遊詩人、弾唱詩人による伝承ではじめて言い伝えたことなので、事実をたどることはできないが、それぞれのラージプートの一族は別々の起源をもっていることを示している。なお、前述した三王朝のほか、カジュラーホーの寺院を建設したチャンデーラ朝が著名である。
ラージプート諸王朝はこの伝承を自らの王権を正当化する根拠とし、古代からの正当なクシャトリヤであることを主張する。

## ラージプート時代

プラティーハーラ朝の版図（緑）。この王朝とともに、ラーシュトラクータ朝（オレンジ）、パーラ朝（紫）が鼎立していた。

7世紀から13世紀までの、群雄割拠の時代をラージプート時代と呼ぶ。ラージプート諸王朝として知られているのはプラティハーラ朝、パラマーラ朝、チャウハーン朝、チャンデーラ朝などがあるが、その中でも8世紀から11世紀初頭まで北インドを広範に支配した大きな王朝が、プラティーハーラ朝（都カナウジ）である。
プラティーハーラ朝は、インド北部を交易路とする東西貿易の富を独占し、村落共同体を基礎とした封建制度をもとにした強固な中央集権的国家機構と戦士階級を中心とする強大な軍事力で広範な版図を維持した。
8世紀から10世紀にかけて、北インドを支配したプラティーハーラ朝とベンガル地方のパーラ朝、デカン高原のラーシュトラクータ朝の三つの国が抗争を展開する。
また同時期に、イスラーム勢力のインド進攻が711年から始まる。ウマイヤ朝、サーマーン朝やホラズム朝などのイスラム王朝が、何十回もインドへ進攻してくるが、ラージプート諸国はよく戦い、その東進を阻んだが、次第にラージプート諸侯の独立によって衰退した。
アフガニスタンから侵攻したイスラム教国ガズナ朝によって、プラティーハーラ朝は1019年に滅ぼされた。次にラージプート諸国のチャーハマーナ朝が北インドで有力となったが、1192年、アフガニスタンから侵攻したイスラーム教国ゴール朝に敗れて、1206年に奴隷王朝が成立してラージプート時代は終わった。
プラティーハーラ朝は、インド北東部のパーラ朝、デカンのラーシュトラクータ朝とよく争ったが、この王朝のインド史において果たした最大の役割は、イスラーム勢力のシンド以東への進出をほぼ300年にわたって阻止し続けてきたことである、という研究者もいる。

## ラージプーターナー

メーワール王国の都ウダイプルの宮殿

ラージプーターナーとは、「ラージプート族の地」の意味で、おおむね西北インド、現在のラージャスターン州に相当する地域。
この地で興った王朝には以下のものがある。
- チャンデーラ朝

チャンデーラ朝とは、10世紀前半から13世紀末まで北インド、マディヤ・プラデーシュの東部、ブンデールカンド地方にあった王朝。この王朝は、「月」から生まれたクシャトリアの家系とする伝承をもつラージプートの王朝であることと、世界遺産にもなっているカジュラーホーの寺院群を築いたことで世界的に知られる。
- プラティーハーラ朝

プラティーハーラ朝（プラティーハーラちょう、英語：Pratihara dynasty）とは、8世紀後半から11世紀初頭まで、北西インドを支配したラージプートのヒンドゥー王朝（750年頃 - 1018年あるいは1036年）。首都はカナウジ。
- パラマーラ朝

パラマーラ朝は、10世紀後半頃？〜13世紀末まで北インド、ナルマダー川北岸、現マディヤ・プラデーシュ州の西部、マールワー地方に割拠したラージプートの王朝。
- チャーハマーナ朝

チャウハーン朝は10世紀末から12世紀末まで北インドを支配していたラージプート族の王朝。首都はデリー。プリトヴィーラージ・チャウハーン3世の治世の頃に最盛期であったが、ゴール朝の侵入に対抗し1192年に滅亡した。
後継者がランタンボールに逃れて、再興した。
そのほかのラージプート諸国

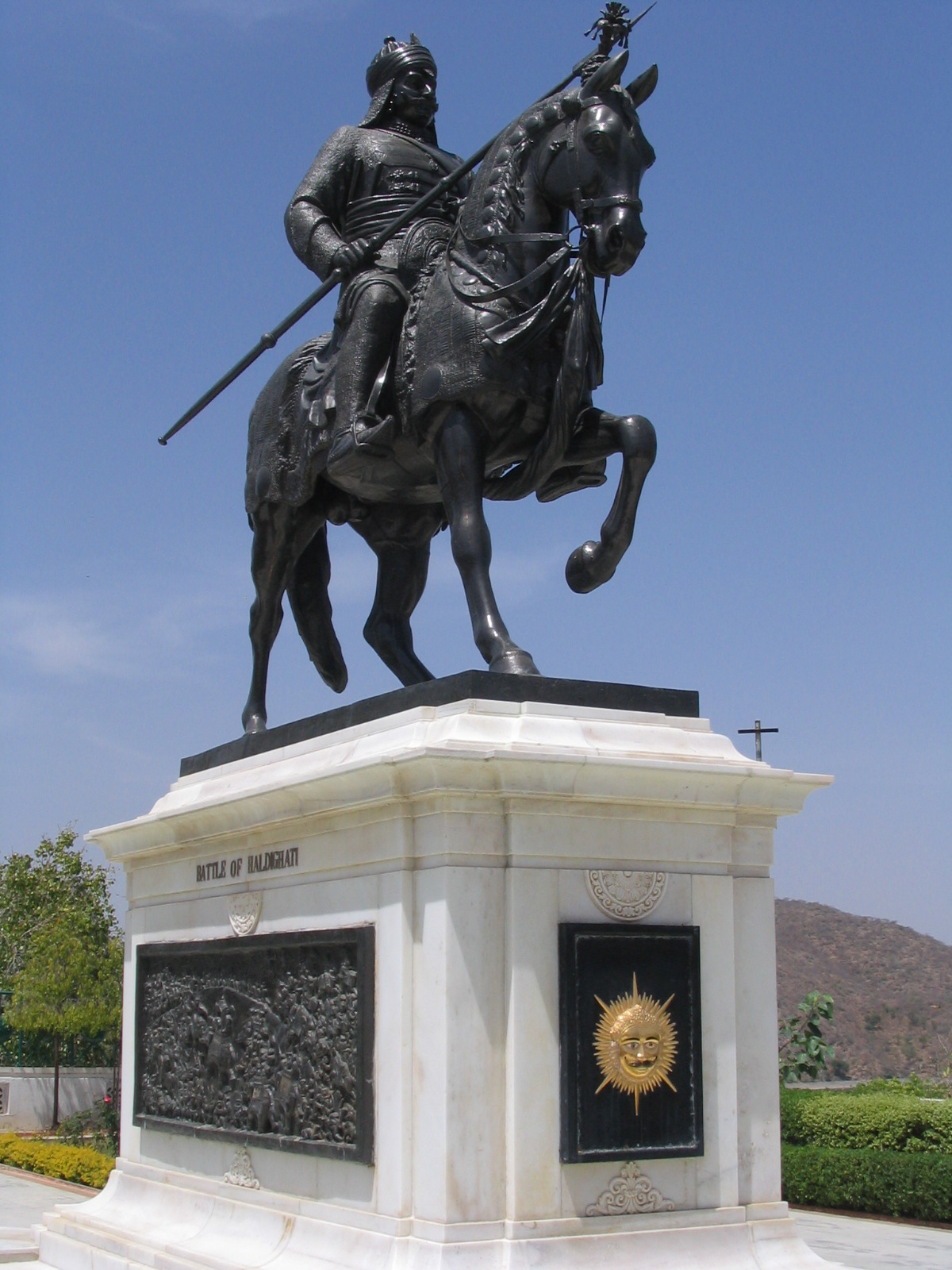
メーワール王プラタープ・シング銅像

- アンベール王国、マールワール王国、メーワール王国など

13世紀末まで、ラージプーターナー地方（ほぼ現ラージャスターン州にあたる）に、ゴール朝のシハーブッディーン・ムハンマドにタラーインの戦いに敗れた後に、チャウハーン朝の後継者が再興したランタンボールをはじめ、メーワール王国など版図は小さいが強力な王国を築いていたが、ハルジー朝に征服された。しかし、その後のデリー・スルターン朝の弱体化に伴って徐々に独立した。
ラージャスターンという州名も「ラージプートの土地」が語源となったもの。イスラーム勢力と勇敢に戦ったヒンドゥー戦士、ラージプート族の本拠地にもなった。ムガル帝国のアクバルの統治方針は、ラージプートなどの在地勢力を自らの支配層に取り組むために、彼らが所有する領地からの収入を認めるとともに、ヒンドゥーであるラージプート出身の女性を妻とした。
ムガル帝国の初期に尚武の気風とヒンドゥー教徒の独立を守るために激しく抵抗したことで知られる。特に、その中でも、メーワール王国だけはムガル帝国に最後まで抵抗して独立を維持し、その王プラタープ・シングの戦いは後世にまで語り継がれている。